# Laurentian University Stadium
Laurentian University Stadium – wielofunkcyjny stadion w Greater Sudbury, w prowincji Ontario, w Kanadzie. Został otwarty w 1974 roku. Obiekt należy do Uniwersytetu Laurentyńskiego.
Stadion został wybudowany wspólnie przez miasto Sudbury oraz Uniwersytet Laurentyński. Arenę oddano do użytku w 1974 roku. Obiekt gościł wiele imprez sportowych, m.in. w dniach 29–31 sierpnia 1980 roku odbyły się na nim zawody pierwszej edycji lekkoatletycznych Mistrzostw Panamerykańskich Juniorów, a w dniach 27–31 lipca 1988 roku rozegrano na nim 2. Mistrzostwa Świata Juniorów w lekkiej atletyce. W 1976 roku na stadionie trenowali wschodnioniemieccy lekkoatleci przygotowujący się do Igrzysk Olimpijskich 1976.